# Nothing but the truth (TPT)
Nothing but the truth is een kruising tussen studioalbum en livealbum van The Pineapple Thief (TPT).

## Inleiding
Na het uitbrengen van Versions of the truth zou TPT promotieconcerten houden. De coronapandemie gooide roet in het eten en TPT nam een aantal oude en nieuwe nummers op in de studio, live ingespeeld dan. Het zorgde voor bondiger bewerkingen van het opgebouwde studiorepertoire, ook van de oudere nummers. Een opvallende rol is weggelegd voor drummer Gavin Harrison, die voor in de mix is geplaatst en met beeldwerk permanent een camera boven zijn drumstel had hangen (dvd). Rondom de zanger/gitarist was voor het camerasysteem een rails aangelegd, zoals ook te zien was in Invisiblie Touch van Genesis. De band bootste een concertopstelling na en speelde de voor de tournee ingestudeerde nummers rechtstreeks in. Ze wilden hiermee voorkomen dat het album Versions of the truth een beetje in het luchtledige bleef hangen.   
Het album kwam in twee versies; alleen twee cd’s en de twee cd’s met een dvd.

## Musici
- Gavin Harrison – drumstel
- Steve Kitch – toetsinstrumenten
- Bruce Soord – zang, gitaar
- Jon Sykes – basgitaar, achtergrondzang
- George Marios – gitaar, achtergrondzang (staat niet op de cd-hoezen, wel in het boekwerkje)

## Muziek
| Nr. | Titel                  | Duur |
| --- | ---------------------- | ---- |
| 1.  | Versions of the truth  | 5:40 |
| 2.  | In exile               | 5:00 |
| 3.  | Warm seas              | 4:00 |
| 4.  | Our mire               | 7:18 |
| 5.  | Build a world          | 3:42 |
| 6.  | Demons                 | 4:29 |
| 7.  | Driving like maniacs   | 3;30 |
| 8.  | Someone pull me out    | 4:01 |
| 9.  | Uncovering your tracks | 4:27 |
| 10. | Break it all           | 4:17 |

| Nr. | Titel                      | Duur |
| --- | -------------------------- | ---- |
| 1.  | White mist                 | 9:47 |
| 2.  | Out of line                | 3:58 |
| 3.  | Wretched soul              | 5;23 |
| 4.  | Far below                  | 4:34 |
| 5.  | Threating war              | 6:38 |
| 6.  | The swell                  | 4:18 |
| 7.  | The final thing on my mind | 9:40 |